# Roberta Pantani
Roberta Pantani (Sorengo, 19 september 1965) was een Zwitserse politica voor de Lega dei Ticinesi uit het kanton Ticino.

## Biografie
Roberta Pantani zetelde van 2000 tot 2004 in de gemeenteraad van Chiasso. Vervolgens zetelde ze in 2004 in het gemeentebestuur. Van 4 december 2011 tot 1 december 2019 zetelde ze in de Nationale Raad.
- Base de données des élites suisses: 82653
- Zwitserse Bondsvergadering: 4073